# Saturnino (pittore)
Saturnino, pseudonimo di Carlo Franzini (Milano, 21 aprile 1923 – Cinisello Balsamo, 27 gennaio 2003), è stato un pittore e tenore italiano.

## Biografia
Nacque a Milano il 21 aprile 1923, primogenito di tre fratelli di Giovanni Franzini e Teodolinda Mapelli. Studiò pittura con Aldo Carpi all'Accademia di Brera e nel 1948 si trasferì a Parigi dove, seppur fra gli stenti di una vita avventurosa, ebbe modo di conoscere e frequentare il vecchio Matisse. Dotato di una bellissima voce ereditata dal nonno materno, nel 1951 rientrò in Italia per partecipare ad un concorso lirico per nuove voci e lo vinse. Il suo debutto ufficiale nel mondo della lirica avvenne proprio nel 1951 al Teatro Nuovo di Milano, nelle vesti di Mascarille nell'opera  "Le preziose ridicole" di Felice Lattuada e proseguì intensa fino al 1974 con la rappresentazione scaligera de' "La favola di Orfeo" di Alfredo Casella.
Affiancò all'attività teatrale anche quella di concertista con le orchestre sinfoniche della Rai e dell'Accademia Nazionale di Santa Cecilia, cantando come solista sotto la direzione di Mario Rossi, Vittorio Gui, Alfredo Simonetto, Lovro Von Matačić, Riccardo Chailly e altri.
Nel 1966 incise per la Decca il balletto Pulcinella di Igor Stravinskij, con l'Orchestre de la Suisse Romande diretta da Ernest Ansermet.
Nel 1972 subì un processo penale per aver preso a schiaffi il maestro concertatore durante le prove dell'opera Mavra di Strawinskij al Teatro San Carlo di Napoli.
Svolse la professione di pittore nella "Bohème di Saturnino", una caratteristica soffitta-museo riadattata alla maniera dei vecchi abbaini dei pittori impressionisti di Montmartre e ubicata all'ultimo piano della Galleria Vittorio Emanuele in Piazza del Duomo a Milano. Dotato di uno spirito molto indipendente non si legò mai ad alcuna corrente culturale restando, in buona sostanza, sempre un artista solitario e isolato. Nel 1975 ottenne l'onore di una mostra antologica al Palazzo Reale di Milano. Nel 2000 il Comune di Milano gli conferì la Benemerenza civica. Stroncato da un infarto morì il 27 gennaio 2003 all'ospedale Bassini di Cinisello Balsamo.